# A. Théophile Piry
A. Théophile Piry est un sinologue français, né le 28 février 1851 à Nantes et mort le 28 juin 1918 à Nivillac. Il fut le premier postmaster  général de Chine, conseiller du gouvernement chinois, chevalier de la Légion d'honneur et grand cordon de l'ordre de l'Épi d'or (Chine),,.

## Biographie
Fils de Pierre Piry et Jeanne-Françoise Geffray, originaires de Nivillac, Théophile naît à Nantes dans une famille très modeste. Il épouse une cousine de 20 ans sa cadette, en 1883, Isabelle Geffray. Ils ont 5 enfants.
Il suit des études supérieures à Nantes. Il occupe, en 1868,  comme premier emploi, le poste d'agent des Ponts et Chaussées de Tours
Rapidement, il rejoint son frère Pierre, parti pour des raisons inconnues, en Chine. C'est à la fin de 1870 qu'il arrive sur le sol de « l'empire du milieu ». Dans un premier temps, il est nommé professeur à l'arsenal de Foutchéou. En 1875, il est détaché comme professeur au collège des Jeunes de Pékin.
En 1877, il est chargé de direction des douanes à Pakhoi, puis occupera le même poste, à Wenchow à partir de 1881, et à Fusan (Corée) de 1886 à 1888. En 1888, il gère le secrétariat chinois de l'inspectorat à Pékin, puis est nommé auditeur des comptes de 1889 à 1894. En 1896, il est promu directeur du port de Lappa (Macao). En 1900, il devient directeur du secrétariat chinois.
En 1901, il succède à M. Van Alst comme secrétaire postal dans le service des Postes Impériales de Chine sous la direction de Sir Robert Hart. En 1911, il devient le premier postmaster général de Chine et fait ainsi entrer la Chine dans l'union postale universelle.

### Décorations
- Médaille d'or de l'arsenal de Foutchéou (1874)
- Médaille d'officier d'académie (1886)
- Médaille de Corée (1887)
- Légion d'Honneur (1900)
- Médaille de l'Annam (1907)
- Médaille du Japon (1910)
- Médaille d'Italie (1911)
- Médaille de Suède (1912)
- Médaille Chia Ho
- Médaille d'honneur du ministère des communications de la République Chinoise (1913)

## Héritage photographique
Théophile Piry est surtout connu pour être l'un des premiers photographes de Chine. Il légua[Où ?] près de 4 000 clichés en verre. Les nombreux documents de Théophile Piry sont conservés par l'université de Belfast.